# GMC Hummer EV
GMC Hummer EV — серия среднеразмерных электромобилей-внедорожников и пикапов на их базе производства General Motors под маркой GMC и суббрендом Hummer. Впервые были представлены в октябре 2020 года и запущены в производство в апреле 2021 года. Продажи осуществляются с 3 квартала 2022 года. По состоянию на 2023 год, продано 783 единицы.

## Описание
Автомобиль Hummer EV выпускается в Детройте и оснащается аккумуляторами LG Chem. Планируется, что с 2024 года внедорожники смогут заряжать другие электромобили с помощью зарядного устройства мощностью 19,2 кВт⋅ч.
Грузоподъёмность внедорожника составляет 590 кг. Вместимость составляет 5 человек. Объём багажника составляет 1020 л (при сложенных задних сиденьях 2320 л).
У пикапа колёсная база длиннее, чем у внедорожника. Грузоподъёмность составляет 590 кг. На автомобиль установлено 18 обзорных камер, включая систему оповещения о пешеходах спереди и сзади автомобиля.

## Галерея
| - Вид сбоку - Вид сзади |